# دهستان میان دشت (جاجرم)
دهستان میان دشت یکی از دهستان‌های شهرستان جاجرم در استان خراسان شمالی ایران است. این دهستان در بخش مرکزی شهرستان جاجرم قرار دارد و براساس سرشماری مرکز آمار ایران در سال ۱۳۹۰، جمعیت آن ۱۱۴۰ نفر (در ۳۲۳ خانوار) بوده‌است.